# Roquepertuse

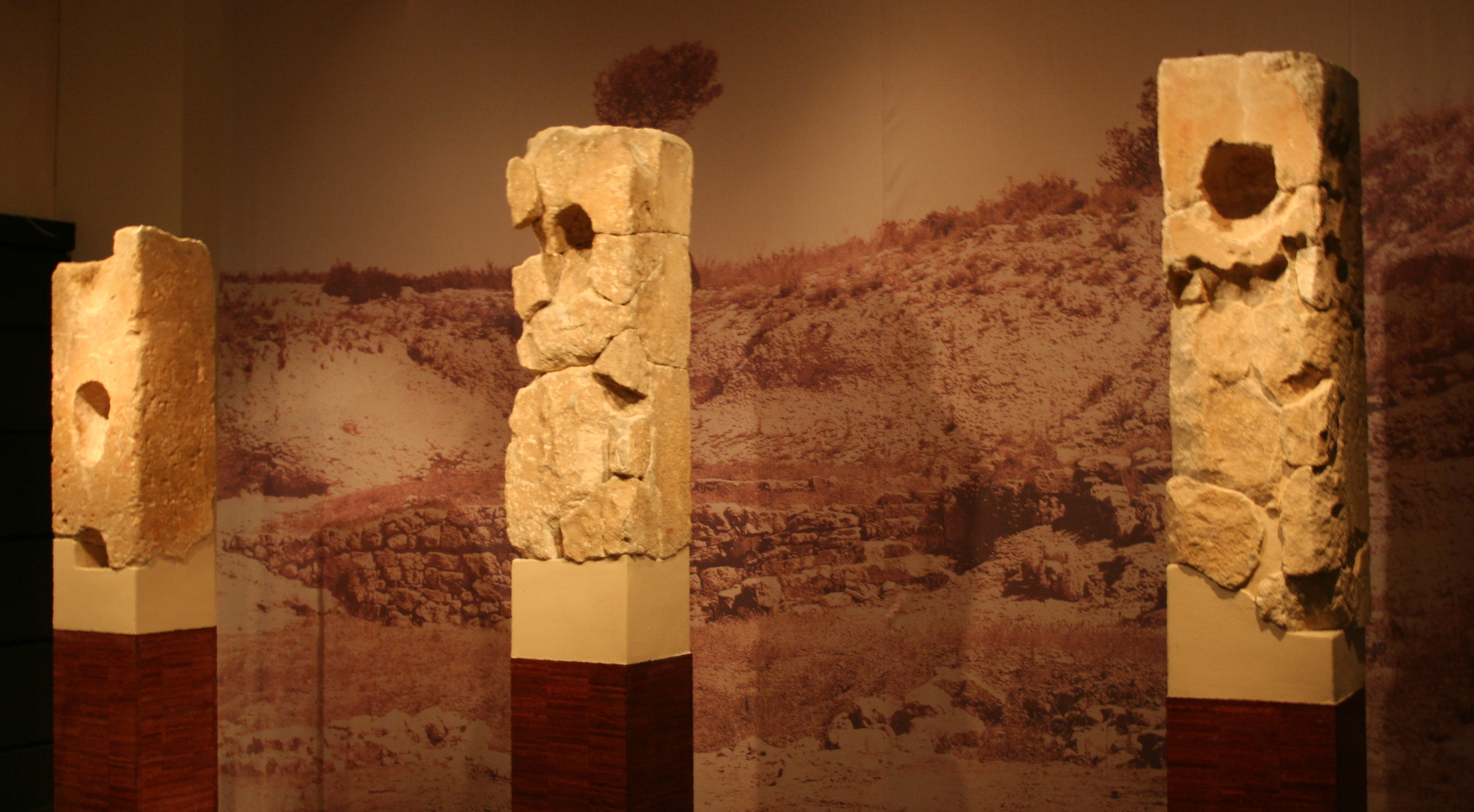
Roquepertuse. Las pilares del pórtico, con las cavidades diseñadas para recibir cráneos. Siglos III-II a. C. Musée d'archéologie méditerranéenne en Marsella.

La acrópolis de Roquepertuse es un antiguo centro religioso de los celtas. Se localiza cerca de la ciudad de Velaux, al norte de Marsella y oeste de Aix-en-Provence, en la Región de Provenza-Alpes-Costa Azul, una región del sureste francés. En Roquepertuse no había ningún edificio para albergar a los fieles y era utilizado como santuario donde tan solo los sacerdotes y sus familias residían permanentemente. Fue destruido por los romanos en 124 a. C. y descubierto por casualidad en 1860. La mayoría de las excavaciones fueron realizadas en 1923 por Henri de Gérin-Ricard

## Hallazgos

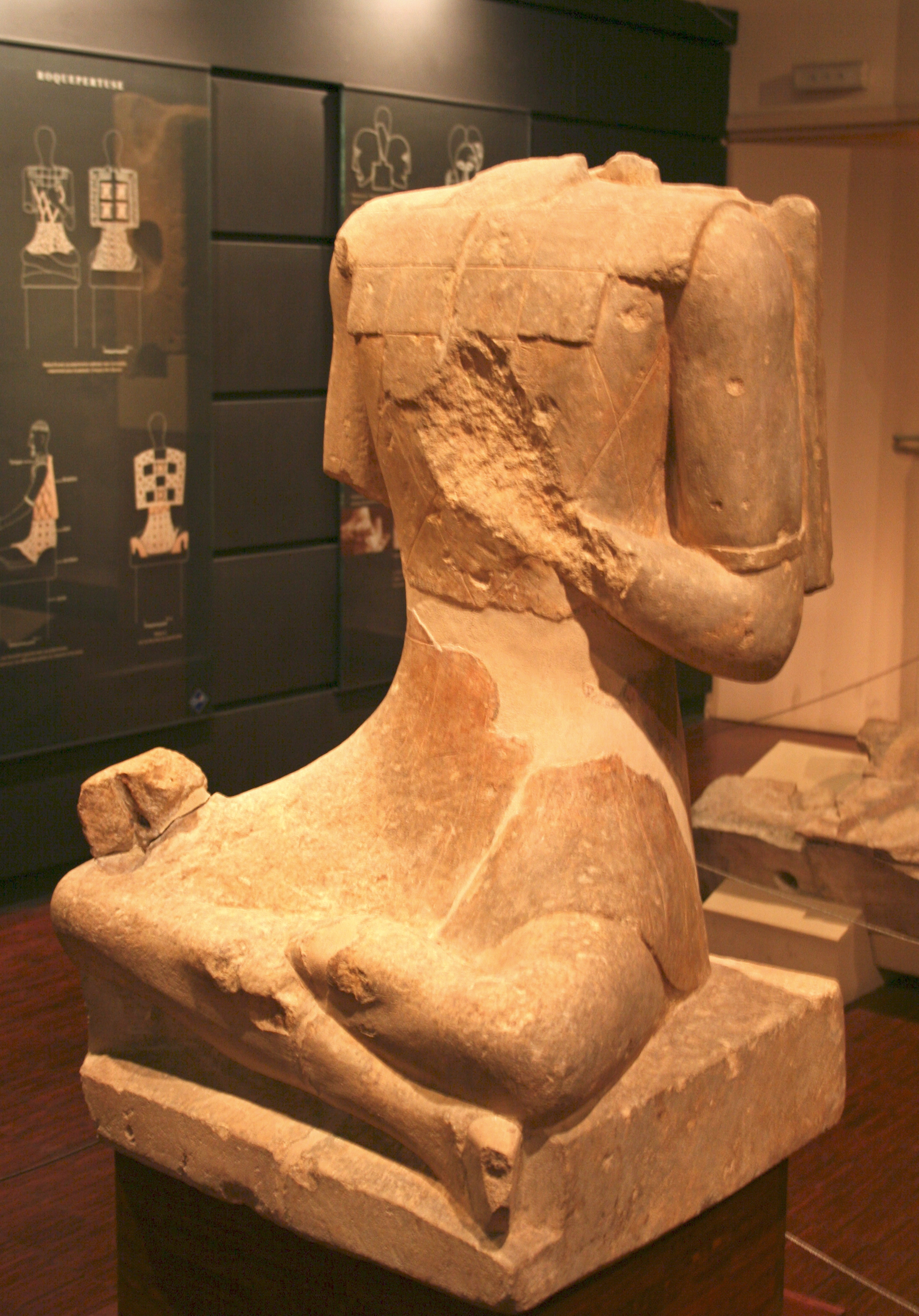
Guerrero sentado de Roquepertuse.

Oficialmente, los hallazgos han sido datados en el siglo III a. C. Esta edad ha sido establecida basándose en la expansión celta en el área, la cual tuvo lugar por esa época. Sin embargo, la ropa y formas de las estatuas encontradas en el sitio sugieren los siglos VI o V a. C. Estas estatuas destacan por su posición sentada única, con las piernas cruzadas de la misma manera que las estatuas tradicionales de Buda. Tanto estas como el mismo santuario en piedra denotan la influencia del arte griego de la cercana Masalia (la actual Marsella), una colonia helena, pues tanto las casas como los templos celtas solían ser en madera y apenas han dejado rastro.
Consta de una plataforma de 50 m por 22 m pavimentada con piedras planas que incluyen un par de lápidas reutilizadas, dividida en el medio por una escalera hecha de bloques grandes de piedra. Las paredes a izquierda y derecha de la escalera forman una terraza, probablemente una de las varias que originalmente pertenecieron al complejo.
En la plataforma había un portal, marco, o pórtico con pilares, de caliza. Estos pilares presentan cavidades con máscaras de piedra, así como cráneos humanos auténticos, encastrados. El dintel tiene talladas cuatro cabezas de caballos, y decoración adicional pintada. En la parte superior del dintel se levanta una estatua de caliza de un pájaro de 60 cm por 60 cm que se creía sería un ganso, pero ahora se cree que probablemente es un ave rapaz, una escultura de cabeza doble en caliza (0.2 m de alto por 30 cm largo) y dos estatuas sedentes con las piernas cruzadas al estilo Buda (0.62 m alto).
Las primeras interpretaciones arqueológicas lo veían como un santuario aislado. Los hallazgos posteriores, de varios estudios multidisciplinares, sugieren que se trataba en realidad de una aglomeración de aproximadamente 0,5 hectáreas con un santuario al norte, así como un baluarte de protección.
El sitio es importante porque  proporciona evidencia del culto celta "a las cabezas" descrito en los relatos griegos y romanos.
El sitio está cerca de otro santuario celta-romano en Entremont, que mostraba una decoración similar de estatuas de cabezas humanas y equinas, así como nichos para encastrar cráneos en los pilares. También se ven en el Oppidum de otros sitios arqueológicos cercanos de aproximadamente el mismo periodo histórico.

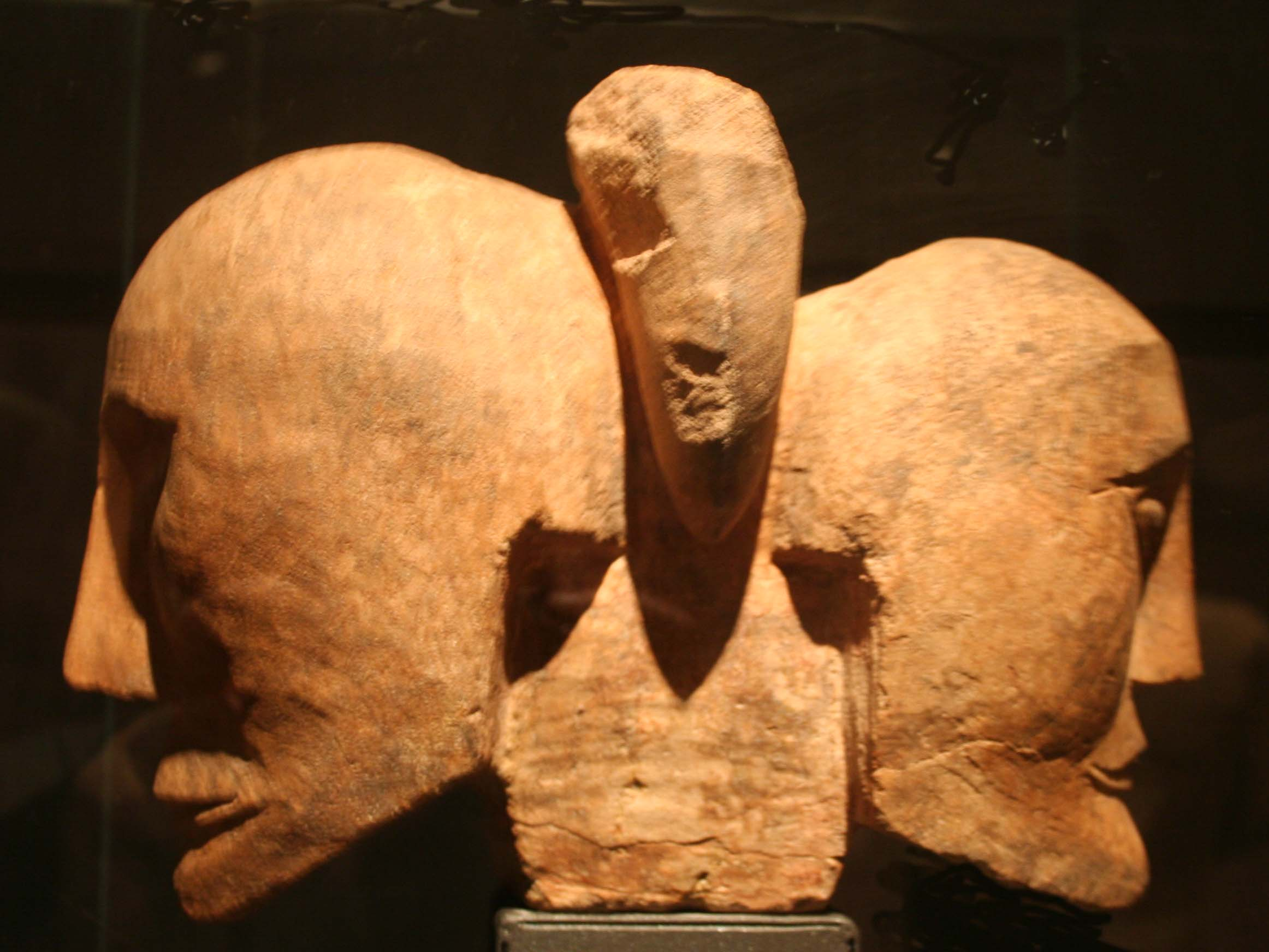
La cabeza doble de Roquepertuse.